# René François Begeon de Villeminseul
René François Begeon de Villeminseul, gentilhomme français du XVIIIe siècle (1702 - 1er mars 1732, Laval), originaire des environs de Taillebourg en Saintonge, allié à plusieurs familles nobles du pays de Laval et de Craon.

## Biographie
Il est venu à Laval fêter à sa façon les jours gras en 1731, et fréquentent les tripots, surtout celui de la Sorbonne tenu par les « Jacquettes », des filles débauchées dont le père, nommé Jacquet, avait été maître d'écriture à Laval. On joue gros jeu ; Villeminseul se prend de querelle avec ses partenaires.
Le procureur fiscal le fait arrêter, informe contre lui, le convainc d'avoir proféré plusieurs imprécations et expressions blasphématoires et en conséquence le condamne à 100 livres d'amende. Il les paye et est relâché; mais au lieu de quitter la ville, il continue à y jouer gros jeu et même se fait des amis parmi les premiers officiers.
Le soir du 14 septembre 1731, le receveur des aides Paulmier d'Orgemont reconduit chez elle la présidente des Valelles. Villeminseul, ivre et ayant perdu tout son argent les rencontre sur la place de Saint-Tugal. À 22 heures, sans motif, il attaque près de la place Saint-Tugal, M. Paulmier d'Orgemont, receveur des aides, et, après l'avoir insulté, ne répond à ses observations, et le frappe d'un coup d'épée. Celui-ci, quoique grièvement blessé, dégaine, renverse son ennemi, lui accorde la vie, et tombe mort lui-même à l'instant.
Le meurtrier, comptant sur l'appui des amis qu'il s'est fait, demeure à Laval; mais le mécontentement public oblige les juges à agir. Il est arrêté, et emprisonné le lendemain.
Il est condamné à « être rompu vif et exécuté à mort » sur la roue par le tribunal de Laval. On fait tout ce qui est possible pour obtenir du Parlement la cassation de l'arrêt; mais de tous les lieux qu'il avait habités, de Nantes, de Rennes, de Saumur et d'Angers, des renseignements sont fournis, qu'il n'y a pas moyen de le sauver.
Il appelle de sa sentence, et gagne ainsi un sursis de cinq mois et l'exemption de l'exposition sur la roue. Le supplice de la roue est commué en simple décollation.
Ramené à Laval, où il arrive le 29 février 1732, et apprenant le lendemain, lundi, qu'il va être exécuté dans la journée, il demande un repas gras pendant la période du Carême, et des violons pour finir joyeusement la vie. La ville entière est consternée. La prison n'était pas dans la paroisse de la Trinité. François-Ambroise Fréard, curé de la Trinité de Laval, vient le trouver dans sa prison, le condamné ne résiste pas à ses pieuses exhortations. On le voit alors, tout transformé, se confesser à un religieux capucin, demander pardon à ses juges, parler amicalement au bourreau, et marcher en priant et sans faiblesse au lieu de son supplice.

## Source partielle
- Bulletin de la Commission historique de la Mayenne, t. XI, p. 125.
- Étienne-Louis Couanier de Launay, Histoire de Laval (818-1855), Imp. Godbert, 1856, 608 p. [détail des éditions] (lire en ligne)
- « René François Begeon de Villeminseul », dans Alphonse-Victor Angot et Ferdinand Gaugain, Dictionnaire historique, topographique et biographique de la Mayenne, Laval, A. Goupil, 1900-1910 [détail des éditions] (BNF 34106789, présentation en ligne)